# 柳宿七
長蛇座ω，又名BD+05 2116，HD 77996、SAO 117420、HR 3613，是長蛇座的一颗恒星，视星等为4.97，位于銀經224.69，銀緯32.11，其B1900.0坐标为赤經9h 0m 42.5s，赤緯+5° 32.11′ 31″。